# 梅森伯勒鎮區 (北卡羅萊納州新漢諾威縣)
梅森伯勒鎮區（英語：Masonboro Township）是位於美國北卡羅萊納州新漢諾威縣的一個鎮區。

## 地方資料
梅森伯勒鎮區的面積為48.17平方千米，皆為陸地。根據2020年美國人口普查的數據，當地共有人口15278人，而人口密度為每平方千米317.17人。